# 星川サラ
星川 サラ（ほしかわ サラ）は、ANYCOLOR株式会社が運営するにじさんじに所属するバーチャルライバー。キャラクターデザインは米白粕が担当している。ファンの愛称は「星くず」。

## 経歴
2019年10月17日に山神カルタ、フミとともにユニット「織姫星」として活動開始。同月19日にYouTubeにて初配信を実施した。
2020年6月29日にバンダイナムコエンターテインメントが運営するキャラクタープロジェクト「電音部」のキャラクター「大賀ルキア」の声優を担当することが発表され、2021年10月30、31日に開催された電音部の1stライブ「電音部 1st LIVE -Make Waves-」に出演した。
2020年12月19日に3Dモデルを披露。
2022年10月13日以降、第三者による自身の配信の切り抜き動画については内容に関わらず原則禁止とする方針を表明した。動画内容とは無関係なサムネイル画像を用いた誘導や、恣意的な編集によるイメージの歪曲を危惧しての処置である。その後11月2日に、一部の動画を除いて切り抜き動画の作成禁止を解除した。
2023年4月5日に、1stアルバム「きみとのShining Days」を配信開始した。同年6月10日にはKT Zepp Yokohamaにて1stライブ『星くず Shining Day -きみがみつけた一番星-』を開催した。
2023年12月30日、チャンネル登録者数100万人を達成。にじさんじ所属ライバーとしては5人目となる。
2024年6月15日から25日までの10日間行われた、にじさんじ所属の総勢110名以上が参加したゲーム企画「にじさんじGTA」を叶とともに主催した。星川は『グランド・セフト・オート オンライン（GTAオンライン）』のカスタムサーバー「VCR GTA」「ストグラ（ストリートグラフィティ ロールプレイ）」に参加したことから本企画の発起人および主催者となり、必要な費用も全て主催2人で負担し、ストグラ運営スタッフの協力を得ながらゲーム内ではゲームマスター的な立場として叶とともに参加した。本企画は『GTAオンライン』のカスタムサーバーを用いたにじさんじでは初めての企画でありながら大きな注目を集め、大成功と評価される企画となった。本企画の成功は星川と叶による準備やサポートが適切に機能し、GTAに初めて触れる参加者もスムーズにゲームに参加できたことが要因の1つとして挙げられている。また、ホロライブ所属のバーチャルYouTuber兎田ぺこらの配信を参考にし、企画中に毎日「にじGTAニュース」と題した配信を叶ととも実施してゲーム上の変更点や前日起きた事件などを視聴者に紹介することで、視聴者の企画への理解を助けたことも本企画の成功につながった。

## キャラクター設定
日英ハーフの女の子。幼い頃はバーチャルイギリスに住んでいたがバーチャル日本での生活の方が長いため日本語が堪能で、おだてられるとすぐ調子に乗る性格。薄金色のサイドポニーテール、白を基調にした服装とへそ出しルックが特徴である。

## 評価
甘く華やかな声質やキュートなビジュアルと高い歌唱力に対して、あけっぴろげな語り口に加え時折みられる「口の悪さ」とのギャップによってファンを魅了しており、ファンからは親しみを込めて「星川」と呼ばれる。
ゲーム配信においては、2020年4月に初めてのFPS配信として『Apex Legends』をプレイして以降、ゲーム実況者・配信者が出場する同ゲームを用いた大会である「VTuber最協決定戦」や「CRカップ」に出場し、SHAKAや渋谷ハルを始めとしたFPSを中心に活動している配信者との交流する中で努力を重ねたことでも幅広いファンを獲得している。ウェブメディア『インサイド』においてライターのサワディ大塚は、2022年7月31日時点で星川の『Apex Legends』の配信における「スキャンしまーす」との掛け声がブームとなっていると報じ、「『Apex』界隈の流行語大賞とすら言える魅惑の掛け声」と評している。
2023年1月14日時点で、にじさんじ所属のバーチャルYouTuberのうちYoutubeのチャンネル登録者数が5番目に多い。

## 不祥事
2020年10月4日の配信でタピオカドリンク販売店のスタンプカードを不正に押印していたと発言し、炎上。後日、謝罪配信を行い、当該発言は嘘であったと述べ軽率な発言で誤解を招いたとして謝罪した。この件を受け、反省のためとして10月6日に活動休止を発表し、 一週間後の10月13日に活動再開した。また本件に関し、いちから株式会社（現：ANYCOLOR株式会社）から厳重注意処分を受けた。

## 出演

### テレビ番組
- プロジェクトV（2021年7月28日、日本テレビ[31]）

### その他コンテンツ
- キャラクタープロジェクト『電音部』（2020年、大賀ルキア[32] [33][34]）

### ライブイベント
2021年
- にじさんじ Anniversary Festival 2021 前夜祭 feat.FLOW（2月26日、東京ビッグサイト）
- にじさんじ Anniversary Festival 2021 Day 2（2月28日、東京ビッグサイトからYouTube・ニコニコ生放送でのオンライン開催に変更）
- Bilibili Macro Link-Visual Release 2021（7月9日、中国上海市・メルセデス・ベンツアリーナ）

2022年
- VTuber Fes Japan 2022 DAY1 supported by poidy(4月29日、幕張メッセ)

2023年
- 星くず Shining Day -きみがみつけた一番星-（6月10日、KT Zepp Yokohama）

## ディスコグラフィ

### アルバム

#### きみとのShining Days
2023年4月5日発売のファーストアルバム。同月17日付のオリコン週間アルバムランキングで1位にランクインした。
| #         | タイトル                                  | 作詞         | 作曲                                             | 編曲                                       | 時間  |
| --------- | ----------------------------------------- | ------------ | ------------------------------------------------ | ------------------------------------------ | ----- |
| 1.        | 「恋の押し売り」                          | HoneyWorks   | HoneyWorks                                       | HoneyWorks                                 | 3:13  |
| 2.        | 「愛ゆえ」                                | すぅ         | クボナオキ（M-AG）                               | クボナオキ（M-AG）、サトウコウスケ（M-AG） | 3:23  |
| 3.        | 「ないしょの香り」                        | カノエラナ   | カノエラナ                                       | EFFY                                       | 3:38  |
| 4.        | 「チェリーなシークレット」                | やぎぬまかな | 宮野弦士                                         | 宮野弦士                                   | 4:16  |
| 5.        | 「POPPIN’」                               | JUN          | 久保田真悟（Jazzin’park）、栗原暁（Jazzin’park） | 久保田真悟（Jazzin’park）                  | 3:55  |
| 6.        | 「きみいろ」                              | 秋浦智裕     | 秋浦智裕                                         | 秋浦智裕                                   | 3:24  |
| 7.        | 「こころミルキーウェイ！」                | 宮嶋淳子     | 小幡康裕                                         | 山下洋介                                   | 4:02  |
| 8.        | 「恋の押し売り (instrumental)」           | HoneyWorks   | HoneyWorks                                       | HoneyWorks                                 | 3:13  |
| 9.        | 「愛ゆえ (instrumental)」                 | すぅ         | クボナオキ（M-AG）                               | クボナオキ（M-AG）、サトウコウスケ（M-AG） | 3:23  |
| 10.       | 「ないしょの香り (instrumental)」         | カノエラナ   | カノエラナ                                       | EFFY                                       | 3:38  |
| 11.       | 「チェリーなシークレット (instrumental)」 | やぎぬまかな | 宮野弦士                                         | 宮野弦士                                   | 4:16  |
| 12.       | 「POPPIN’ (instrumental)」                | JUN          | 久保田真悟（Jazzin’park）、栗原暁（Jazzin’park） | 久保田真悟（Jazzin’park）                  | 3:55  |
| 13.       | 「きみいろ (instrumental)」               | 秋浦智裕     | 秋浦智裕                                         | 秋浦智裕                                   | 3:24  |
| 14.       | 「こころミルキーウェイ！ (instrumental)」 | 宮嶋淳子     | 小幡康裕                                         | 山下洋介                                   | 4:02  |
| 合計時間: | 合計時間:                                 | 合計時間:    | 合計時間:                                        | 合計時間:                                  | 51:45 |

### 配信シングル
| タイトル                                              | 歌唱     | 作詞   | 作曲              | 編曲      | 発売日         |
| ----------------------------------------------------- | -------- | ------ | ----------------- | --------- | -------------- |
| 陽キャJKに憧れる陰キャJKの歌 (feat. 星川サラ) [Cover] | 星川サラ | 音莉飴 | 音莉飴            | 音莉飴    | 2022年1月17日  |
| 四六時ちゅっちゅ！                                    | 星川サラ | 音莉飴 | 音莉飴、MARUMOCHI | MARUMOCHI | 2023年10月19日 |

### キャラクターソング
| 発売日        | 商品名                                               | 歌                                                                         | 楽曲 | 備考             |
| ------------- | ---------------------------------------------------- | -------------------------------------------------------------------------- | --- | ---------------- |
| 2021年1月20日 | 電音部-帝音国際学院- 1st Mini Album 『New Paradigm』 | 大賀ルキア（星川サラ）                                                     | 「NANAIRO STAGE（Prod. YUC'e）」 | 『電音部』関連曲 |
| 2021年1月20日 | 電音部-帝音国際学院- 1st Mini Album 『New Paradigm』 | 鳳凰火凛（健屋花那）、瀬戸海月（シスター・クレア）、大賀ルキア（星川サラ） | 「In my world（Prod. KOTONOHOUSE）」 | 『電音部』関連曲 |
| 2022年6月29日 | 電音部 ベストアルバム -シーズン.1-The Lights         | 外神田文芸高校、神宮前参道學園、港白金女学院、帝音国際学院                 | 「You Are The Light」 | 『電音部』関連曲 |
| 2022年6月29日 | 電音部 ベストアルバム -シーズン.1-The Lights         | 大賀ルキア（星川サラ）                                                     | 「JUNGLE WAHHOI（Prod. YUC'e）」 | 『電音部』関連曲 |
| 2022年6月29日 | 電音部 ベストアルバム -シーズン.1-The Lights         | 鳳凰火凛（健屋花那）、瀬戸海月（シスター・クレア）、大賀ルキア（星川サラ） | 「Let Me Know（feat. Masayoshi Iimori）」 「Inverted Pyramid（Prod. KOTONOHOUSE）」 「爆裂タウマゼイン（Prod. チバニャン）」 「REIGN（feat. AZK & Toki）」 | 『電音部』関連曲 |

### 参加作品
| 発売日        | 商品名                                               | 歌                               | 楽曲                           | 備考                        |
| ------------- | ---------------------------------------------------- | -------------------------------- | ------------------------------ | --------------------------- |
| 2021年2月25日 | PALETTE 002 – 虹色のPuddlePALETTE 002 – 虹色のPuddle | 加賀美ハヤト、三枝明那、星川サラ | 「虹色のPuddle」               | 『にじさんじ』3周年記念楽曲 |
| 2021年3月26日 | 告白実行委員会 -FLYING SONGS- 愛してる               | HoneyWorks feat.星川サラ         | 「可愛いねって言われちゃった」 | 『告白実行委員会』関連曲    |
| 2022年8月13日 | 告白実行委員会 -FLYING SONGS- 恋してる               | HoneyWorks feat.星川サラ         | 「うちら、恋人宣言！」         | 『告白実行委員会』関連曲    |

## タイアップ
- ウエニ貿易 プロデュース香水（2021年9月7日発売[46]）
- YouTube フェイクニュース問題啓発キャンペーン「ほんとかな？が、あなたを守る。」（2023年）[47]
- MSD株式会社 子宮頸がん疾患啓発動画 （2024年）[48]